# Браян Сендовал
Браян Едвард Сендовал (англ. Brian Edward Sandoval; нар. 5 серпня 1963, Реддінг, Каліфорнія) — американський політик, що представляє Республіканську партію. 29-й губернатор штату Невада (2011—2019).

## Біографія

### Ранні роки, освіта, кар'єра
Браян Сендовал народився у Реддінгу, штат Каліфорнія, і тривалий час проживає у Ріно. Його родина має мексиканські корені. Сендовал закінчив середню школу Bishop Manogue у Ріно у 1981 році і вступив до Університету Невади в Ріно, де він був членом братства Sigma Alpha Epsilon. У 1986 році він отримав ступінь бакалавра з англійської мови та економіці. Після цього він отримав диплом юриста в Юридичному коледжі Моріц Університету штату Огайо у 1989 році.
Після завершення освіти Сендовал працював у кількох юридичних фірмах у Ріно, а у 1999 році відкрив власну юридичну фірму.

### Політична кар'єра
У 1994 році Сендовал був обраний до Асамблеї штату Невада замість Джима Гіббонса, який вирішив балотуватися на посаду губернатора штату. У 1996 році Сендовала переобрали, у 1998 він вийшов у відставку, а його місце зайняла дружина Гіббонса — Доун. Сендовал став автором 14 законопроєктів, у тому числі закону, що забороняє керування човном у стані алкогольного сп'яніння, і закону, що дозволяє залучати незаможних обвинувачених до громадських робіт, щоб покрити їх судові витрати. Сендовал був членом судового, податкового комітетів і комітету з природних ресурсів.
У 1998 році Сендовал був призначений членом гральної комісії штату Невада, яка контролює гральну індустрію штату. У наступному році, у віці 35 років, Сендовал став наймолодшим в історії головою цієї комісії.
11 жовтня 2001 Сендовал оголосив, що має намір балотуватися на посаду генерального прокурора штату. Його основним суперником став адвокат з Лас-Вегасу Джон Хант, який представляє Демократичну партію. На виборах, що відбулися 5 листопада 2002 року, Сендовал переміг, набравши 58,32 % голосів проти 33,63 % у суперника, і вступив на посаду 6 січня 2003.
Восени 2004 року сенатор-демократ Гаррі Рід рекомендував президенту США Джорджу Бушу призначити Сендовала суддею окружного суду США по округу Невада. Сендовал був офіційно призначений президентом Джорджем Бушем 1 березня 2005, на місце, звільнене суддею Говардом Маккіббеном. 24 жовтня 2005 Сендовал був одноголосно затверджений голосуванням у Сенаті США. 15 серпня 2009 Сендовал оголосив про свою відставку з посади судді, щоб балотуватися на посаду губернатора штату. 15 вересня 2009 його відставка була прийнята.
На виборах губернатора Сендовал переміг демократа Рорі Ріда, сина лідера більшості у Сенаті США Гаррі Ріда, набравши 53 % голосів проти 41 % у суперника. Сендовал переміг свого суперника з великою перевагою у всіх округах, за винятком округу Кларк (49 %–47 %).

### Особисте життя
Сендовал одружений з Кетті Сендовал, керівником програми Children's Cabinet у Ріно, у них троє дітей.